# Монк
Вижте пояснителната страница за други значения на Монк.
„Монк“ (на английски: Monk) е американски драматично-комедиен сериал, носител на награди Еми, с участието на невротичния и маниакален частен детектив – Ейдриън Монк (Тони Шалуб), който страда от редица фобии. Започва излъчването си на 12 юли 2002 г. по телевизионния канал USA Network. Продуциран е от USA Network и е създаден от Анди Брекман. Осмият и последен сезон започва на 7 август 2009 г. и приключва на 4 декември 2009 г.
На 15 март 2023 г. е обявено, че от Peacock са поръчали продължение под формата на филм със заглавието „Последният случай на г-н Монк“. Шалуб, Левин, Хауърд, Грей-Станфорд и Елисондо ще се върнат към ролите си, а сценарист ще е Анди Брекман. Според Шалуб снимките ще започнат през май 2023 г. Премиерата му е на 8 декември 2023 г. по Peacock.

## Сюжет
Внимание:  Текстът по-долу разкрива сюжета на произведението (или части от него)!
Ейдриън Монк израства с невротично и натрапчиво разстройство, включително с многообразие от капризи и тикове. Той има един брат, Амброуз, и един полубрат, Джак младши (кръстен на бащата на Ейдриън и споменат в „Г-н Монк се среща с баща си“). В този епизод той е на 47 години.
Монк е детектив от отдел „Убийства“, работещ за полицейското управление на Сан Франциско, докато жена му Труди не загива в бомбен атентат през 1997 г., когато е взимала лекарство за кашлицата на Амброуз. Новината за смъртта на Труди причинява на Монк нервен срив. Той е уволнен от полицията и се затваря в себе си, отказвайки да напусне жилището си за три години. С помощта на практикуващата медицинска сестра Шарона Флеминг (в ролята Бити Шрам), най-накрая е способен да напусне дома си. Той започва работа като консултант на полицията в трудните случаи.
Капитан Лиланд Стотълмайър (в ролята Тед Левин) и лейтенант Рандал „Ранди“ Дишър (в ролята Джейсън Грей-Станфорд) се обаждат на Монк, когато имат проблеми с разследването. Стотълмайър често се ядосва заради смущенията на Монк, но уважава изумителните наблюдателни умения на неговия приятел и бивш партньор, както прави Дишър. Манията на Монк да обръща внимание на детайлите, му позволява да забележи и най-малките несъответствия, да намери улики, и да направи връзка, която другите не успяват, независимо че понякога се забавя заради фобиите си, сантименталните си чувства, и/или психологическите си травми. Монк продължава да търси информация за убийството на жена си, единствения случай, който той не е разрешил.
В трети сезон Шарона решава да се омъжи отново за бившия си съпруг и се премества в Ню Джърси. Натали Тийгър (в ролята Трейлър Хауърд), самотна майка с 11-годишна дъщеря, скоро е наета от Монк за неговата нова асистентка.
Монк почти никога не е описван като да има невротично и маниакално разстройство. Понякога героите правят заобиколки, само и само да не го споменават, дори и за да избегнат неудобните недоразумения. Например в „Господин Монк и маратонецът“ Монк се здрависва с две бели жени, после с един чернокож мъж, а после си избърсва ръцете. Монк и Шарона позволяват по-скоро това да бъде прието като расизъм, отколкото да обяснят разстройството. Натали се отнася към него като към „специфичен“ и „настойчив“ и не обяснява истинската същност на проблемите му.

## Епизоди
Вижте: Списък с епизоди на Монк

## Адаптации
В Турция по Kanal D от 21 март 2013 г. до 28 декември 2014 г. е излъчен сериалът „Галип Дервиш“ с три сезона и 56 епизода, като епизодите от първия сезон се излъчват всеки четвъртък от 20:00 или 23.:00 часа, от вторият – в четвъртък от 20:00 и през почивните дни от 23:00, а на третия – в неделя от 23:00. Сценарият им в основата си е заимстван от този на най-популярните епизоди на „Монк“, като те са преработени съгласно разликите в културните и обществено-политическите условия в Турция и САЩ - примерно в оригинала чужденката, прегазена от камион, чието убийство разследва, защото се запознава с мъжа й и вижда дежавю със собствената си съдба, е от Нигерия, а в адаптацията - азербайджанка заради много по-силния в сравнение с този в Щатите национализъм в Турция и изграждането на турско-азерските отношения въз основа на концепцията "Един народ в две държави".

## В други медии

### Романи
Лий Голдбърг, телевизионен сценарист и писател, е авторът на петнайсет романа, базирани на шоуто. Те са написани през гледната точка на Натали Тийгър, асистентката на Монк. Последната му книга излиза на 31 декември 2012 г. Автор на последвалите е Хай Конрад, който потвърждава, че деветнайсетата книга ще е последната. В България книгите се разпространяват от издателство Intense, като за момента са издадени общо десет.
| Номер | Заглавие                            | Автор        | ISBN               | Дата на излизане в САЩ | Дата на излизане в България |
| ----- | ----------------------------------- | ------------ | ------------------ | ---------------------- | --------------------------- |
| 1     | Г-н Монк отива в пожарната          | Лий Голдбърг | ISBN 0-451-21729-2 | 3 януари 2006 г.       | 2007 г.                     |
| 2     | Г-н Монк отива на Хаваите           | Лий Голдбърг | ISBN 0-451-21900-7 | 30 юни 2006 г.         | 2007 г.                     |
| 3     | Г-н Монк и отдел Убийства           | Лий Голдбърг | ISBN 0-451-22013-7 | 2 януари 2007 г.       | 2007 г.                     |
| 4     | Г-н Монк и двете асистентки         | Лий Голдбърг | ISBN 0-451-22097-8 | 3 юли 2007 г.          | 2008 г.                     |
| 5     | Г-н Монк излиза в открития космос   | Лий Голдбърг | ISBN 0-451-22098-6 | 30 октомври 2007 г.    | 2008 г.                     |
| 6     | Г-н Монк отива в Германия           | Лий Голдбърг | ISBN 0-451-22099-4 | 1 юли 2008 г.          | 2008 г.                     |
| 7     | Г-н Монк и подземният Париж         | Лий Голдбърг | ISBN 0-451-22515-5 | 2 декември 2008 г.     | 2010 г.                     |
| 8     | Г-н Монк и мръсното ченге           | Лий Голдбърг | ISBN 0-451-22698-4 | 7 юли 2009 г.          | 2011 г.                     |
| 9     | Г-н Монк и златната треска          | Лий Голдбърг | ISBN 0-451-22905-3 | 1 декември 2009 г.     | 2011 г.                     |
| 10    | Г-н Монк и финансовата криза        | Лий Голдбърг | ISBN 0-451-23009-4 | 6 юли 2010 г.          | 2013 г.                     |
| 11    | Г-н Монк поема на път               | Лий Голдбърг | ISBN 0-451-23211-9 | 4 януари 2011 г.       |                             |
| 12    | Г-н Монк на кушетката               | Лий Голдбърг | ISBN 0-451-23386-7 | 7 юни 2011 г.          |                             |
| 13    | Г-н Монк патрулира                  | Лий Голдбърг | ISBN 0-451-23664-5 | 3 януари 2012 г.       |                             |
| 14    | Г-н Монк е неподреден               | Лий Голдбърг | ISBN 0-451-23687-4 | 5 юни 2012 г.          |                             |
| 15    | Г-н Монк си го връща                | Лий Голдбърг | ISBN 0-451-23915-6 | 31 декември 2012 г.    |                             |
| 16    | Г-н Монк си помага                  | Хай Конрад   | ISBN 0-451-24093-6 | 4 юни 2013 г.          |                             |
| 17    | Г-н Монк се качва на борда          | Хай Конрад   | ISBN 0-451-24095-2 | 7 януари 2014 г.       |                             |
| 18    | Г-н Монк отваря детективска агенция | Хай Конрад   | ISBN 0-451-47056-7 | 3 юни 2014 г.          |                             |
| 19    | Г-н Монк и новият лейтенант         | Хай Конрад   | ISBN 0-451-47058-3 | 6 януари 2015 г.       |                             |

### Издания на DVD
| Сезон          | Епизоди | Регион 1           | Регион 2             | Регион 4             |
| -------------- | ------- | ------------------ | -------------------- | -------------------- |
| Първи сезон    | 13      | 15 юни 2004 г.     | 27 декември 2004 г.  | 18 януари 2005 г.    |
| Втори сезон    | 16      | 11 януари 2005 г.  | 18 юли 2005 г.       | 21 септември 2005 г. |
| Трети сезон    | 16      | 5 юни 2005 г.      | 27 февруари 2006 г.  | 22 март 2006 г.      |
| Четвърти сезон | 16      | 27 юни 2006 г.     | 18 септември 2006 г. | 15 ноември 2006 г.   |
| Пети сезон     | 16      | 26 юни 2007 г.     | 17 септември 2007 г. | 1 април 2009 г.      |
| Шести сезон    | 16      | 8 юли 2008 г.      | 8 септември 2008 г.  | 3 февруари 2010 г.   |
| Седми сезон    | 16      | 21 юли 2009 г.     | 16 август 2010 г.    | 30 юни 2010 г.       |
| Осми сезон     | 16      | 16 март 2010 г.    | 9 май 2011 г.        | 1 декември 2010 г.   |
| Целият сериал  | 125     | 5 октомври 2010 г. | август 2011 г.       | не е обявено         |

## Видео за COVID-19
На 11 май 2020 Peacock пуска късометражен епизод, показващ как се справя Монк по време на пандемията от COVID-19. Тони Шалуб, Джейсън Грей-Станфорд, Тед Левин и Трейлър Хауърд се връщат към съответните си роли.

## „Монк“ в България
В България „Монк“ започва излъчване на 3 януари 2007 г. по bTV и е дублиран на български. Разписанието на първи и втори сезон е от понеделник до четвъртък от 21:00. След прекъсване последният епизод от втори сезон се излъчва на 14 април. На 11 юни започват епизодите на трети и четвърти сезон, също от понеделник до четвъртък, но от 20:00. След прекъсване последният епизод от четвърти сезон се излъчва на 25 август. На 21 октомври 2008 г. започва пети сезон, от вторник до събота от 00:00 и завършва на 15 ноември. На 10 ноември 2009 г. започва шести сезон с разписание от вторник до събота от 00:00 и завършва на 1 декември. На 24 май 2011 г. започва седми сезон от вторник до събота от 00:00 и приключва на 15 юни. На 7 октомври 2012 г. започва осми сезон, всяка неделя от 15:00, като за последно е излъчен четвърти епизод на 28 октомври, след което сезонът е временно спрян. На 15 юни 2013 г. започва останалата част от сезона, всяка събота и неделя от 15:00. От 13 юли се излъчва отново само в събота. След кратко спиране, последните два епизода се излъчват на 1 и 8 септември от 15:00. На 4 октомври започва отново осми сезон с разписание от вторник до събота от 00:00. Ролите се озвучават от артистите Гергана Стоянова, Виктория Буреш от първи до четвърти сезон, Лина Златева в пети и шести, Петя Миладинова в седми и осми, Владимир Пенев, Марин Янев и Иван Танев. В трети и четвърти сезон Стоянова е заместена от Десислава Знаменова.
На 19 август 2008 г. започват повторения от първи сезон по GTV, всеки делничен ден от 22:00 и с повторение от 14:00. Те завършват на 23 септември, като втори сезон не успява да се излъчи докрай. На 2 март 2009 г. започва от последния епизод на втори сезон, всеки делник от 17:00 и с повторение от 22:00. На 30 юли започва излъчване още веднъж от първи сезон, всеки делник от 17:00 с повторение от 11:00, а от 31 август от 20:00 с повторение от 12:00, като от 1 октомври продължава по обновения bTV Comedy от 16:00 с повторение от вторник до събота от 01:00. Последното излъчване е на 9 октомври, а на 19 октомври започва пети сезон и завършва на 13 ноември. На 19 март 2010 г. започва шести сезон, всеки ден от 20:00 (без 20 и 21 март) с повторение от 12:00 и завършва на 5 април.
На 22 септември 2008 г. сериалът започва и по Диема, всеки делничен ден от 17:30 с повторение от 06:00, като дублажът е записан наново от студио Доли. Това излъчване приключва на 15 декември с края на четвърти сезон. На 13 декември 2009 г. започва повторно излъчване от 09:05 с разписание всяка събота и неделя от 08:05 по два епизода един след друг. Виктория Буреш е заместена от Лидия Ганева в първите епизоди на първи сезон, а след това от Лина Златева, като в предпоследния епизод от сезона Ганева се връща, а от осми епизод на втори сезон е отново заместена, този път от Ася Братанова. Тя е заместена от Лидия Михова (преди Ганева) във втората половина на трети сезон. Гергана Стоянова е заместена от Надя Полякова в няколко епизода на четвърти сезон до осми епизод. В девети епизод на същия сезон всички артисти с изключение на Иван Танев са заместени от Татяна Захова, Ирина Маринова, Веселин Ранков и Георги Георгиев – Гого. В десети отново всички се връщат, с изключение на Надя Полякова, която е заместена от Янина Кашева от десети до тринайсети епизод. От четиринайсети епизод отново озвучава Гергана Стоянова.
На 14 април 2009 г. започва повторно излъчване по Диема 2, всеки делничен ден от 19:00 с повторение в събота от 06:00 по три епизода и в неделя от 06:00 по два епизода. Последният епизод от повторенията се излъчва на 6 юли. Дублажът е на студио Доли.
На 5 февруари 2011 г. започва повторно излъчване на първите три сезона по Fox Crime, всяка събота и неделя от 15:15 по три епизода с повторение от 09:20. На 6 март 2013 г. започва четвърти сезон, всяка сряда от 20:50. На 13 септември започва пети сезон, всеки петък от 21:45. Шести, седми и осми сезон също са излъчени.
На 24 ноември 2017 г. започва по bTV Action, всеки делник от 15:00 с повторение от 08:00, а също и с повторение от вторник до събота, чийто час варира между 01:45 и 02:15.
На 1 април 2024 г. започва отново по Диема. Първите два епизода са излъчени наведнъж от 18:00, а от следващия ден разписанието е всеки делник от 19:00 с повторение от 18:00. Същата седмица започва повторно на 6 април в събота и неделя от 12:00 по два епизода. Излъчени са първите три сезона. На 1 юли 2025 г. започва четвърти сезон и бива последван от пети и шести. Дублажът е записан наново. Ролите се озвучават от артистите Петя Миладинова, Силвия Русинова от първи до трети сезон, Яница Митева от четвърти, Емил Емилов, Димитър Иванчев и Стефан Сърчаджиев – Съра.